# Maison de Bill Gates
La maison de Bill (surnommée Xanadu 2.0 en référence au personnage d'Orson Welles dans Citizen Kane) est une célèbre maison de 4 474 m2 de style Pacifique lodge, domotisée par Microsoft et construite pour Bill Gates. Elle se trouve dans la ville de Medina au bord du lac Washington, en face de Seattle dans l'État de Washington.
Au moment où la maison est achevée en 1996, elle constitue un prototype avant-gardiste de maison connectée.
Bill Gates rachète le terrain où il bâtit sa maison pour 2 millions $ en 1988, ainsi que plusieurs maisons environnantes pour un total de 14,4 millions $ de dollars dans le but de préserver son terrain des regards indiscrets.
La maison est construite entre 1988 et 1996. Les plans sont l'œuvre des architectes James Cutler et Bohlin Cywinski Jackson (ce dernier ayant également réalisé une maison pour Steve Jobs à Woodside (Californie) et contribué au design des Apple Stores),. Le coût total de la construction de la demeure s'élève à 60 millions de dollars. 300 ouvriers travaillent à la construction du domaine, dont une centaine d'électriciens. La maison est construite avec du bois douglas vert vieux de 500 ans. Une partie de ce bois aurait été récupérée d'une ancienne grange alors en démolition.
La maison d'invités (Guest House) de 175 m2 est le premier édifice de la propriété à sortir de terre. Le couple y réside le temps de la fin des constructions. Bill Gates y rédige son livre La route du futur (The Road Ahead, 1997) dans lequel il décrit la Guest house avec précision (chapitre 10: Plugged in at Home). Ce chapitre décrit un mode de vie à domicile rendu possible grâce aux nouvelles technologies. La maison d'invités est essentiellement un prototype de maison connectée expérimentale qui teste les idées technologiques avant de les intégrer dans tout le bâtiment en construction.
En 2004, la maison accueille la fête de la National Governors Association. Lors d'une vente aux enchères en 2009, une visite de la maison de Bill et Melinda Gates a été vendue pour 33 000 dollars.
Selon les dossiers fiscaux du comté pour 2024, la maison a une valeur de 178 millions de dollars. Le montant de la taxe foncière pour 2024 a été de 1 440 000 dollars,.
La propriété appartient légalement à une société nommée Watermark Estate Management Services LLC.

## Concept
L'idée de bâtir une maison monumentale se développe dans l'esprit de Bill Gates à partir du moment où il se marie et devient père de famille dans les années 1980. Son intention est alors de bâtir une maison en flanc de colline ouest du Lac Washington pour apprécier le coucher du soleil et la vue sur les Montagnes Olympiques. Pour illustrer le lien avec Xanadu, Gates explique que pour changer de chaînes de radio, William Randolph Hearst, embêté par la roulette permettant de changer les fréquences (tuner), avait fait installer autant de postes de radio qu'il y avait de chaînes à écouter - chaque poste réglé sur une chaîne différente - et tous reliés à un poste unique à partir duquel le changement de fréquence s'effectuait avec des boutons et non plus avec la roulette. Le fondateur de Microsoft inscrit sa maison dans la même intention d'innovation.
Au moment de sa construction, la technologie de la maison est très avancée. Les hôtes et les invités portent tous une puce sur un pin's qui, lorsqu'ils entrent dans une nouvelle pièce, ajuste automatiquement la température, la musique et la luminosité. La musique suit les invités d'une pièce à l'autre. La maison compte un nombre d'écrans dont la valeur totale est estimée à 80 000 dollars. Comme la musique, les écrans personnalisent l'expérience des invités en affichant leurs œuvres d'art préférées. Ce projet de système de distribution d'images est à relier à la société d'achat et de vente de photographies et de films Corbis (fondée par Gates en 1989), qui s'intéresse à la diffusion d'images via Internet avant même que le navigateur NCSA Mosaic ne popularise cette pratique dès 1992-1993.

## Description
La maison est encastrée dans le flanc de la falaise contre lequel elle est adossée. Ses fondations en béton armé dépassent de loin les normes de stabilité dictées par les codes de construction de la ville. La maison possède deux entrées : l'entrée principale est située au 7400 Northeast 18th Street et l'entrée de service au 1835 73rd Ave NE.
Le sable de la plage au bord du lac a été importé de Hawaï, selon un stagiaire chez Microsoft,. Chaque année une péniche en provenance de Sainte-Lucie dans les Caraïbes rapporte du nouveau sable.
La propriété compte quatre étages en escalier, répartis en deux ailes : les appartements de la famille s’étendant sur 1 068 m2 et les pièces de réceptions situées dans l'aile sud le long d'un grand escalier de 84 marches s’étendant sur 28 mètres de long et 19 mètres de haut. Des poutres en bois de sapins de Douglas soutiennent le toit en acier inoxydable.
La partie où vit la famille Gates compte quatre chambres, une salle pour une gouvernante et quatre garages pouvant accueillir une voiture chacun.
L'aile sud du bâtiment contient l'entrée principale avec le grand escalier, le théâtre, la bibliothèque, la salle à manger principale, la salle de réception et les salles de conférence. Elle ne comprend que deux chambres.
Le bâtiment principal compte ainsi 7 chambres à coucher et 24 salles de bain, un garage souterrain de 585 m2 pouvant accueillir plus d'une dizaine de voitures, une salle de réception de 231 m2 pouvant accueillir plus de 120 personnes assises et 200 personnes debout, 176 m2 de bureaux et de salles de conférences et une salle informatique situés au-dessus de la salle de réception, un théâtre de 140 m2 d'une capacité de 20 places, une salle de sport de 232 m2, une piscine intérieure de 5 mètres par 18 comportant un système audio sous-marin et reliée à une piscine extérieure par un tunnel sous une vitre en verre, une bibliothèque de 195 m2, un cinéma, un terrain de badminton (pouvant être converti en terrain de basket), un green de golf, une rivière artificielle avec un étang ou nagent des truites et des saumons, un garage à bateaux avec un jacuzzi et un espace barbecue, un bâtiment d'activité de 83 m2 pour ranger le matériel sportif (clubs de golfs, raquettes de tennis et de badminton, balles de basket…),,. On trouve également deux pontons où sont amarrés des bateaux et des jets-ski.
La salle de gym de 232 m2 comprend un sauna, un hammam, des casiers séparés pour hommes et femmes et une salle de trampoline au-dessus duquel la hauteur sous plafond est de 6 mètres (la "rumeur" du trampoline est validée par Gates en 2017). La salle-à-manger principale (formal dining room) fait 92 m2 et peut accueillir 24 personnes. La maison compte 6 cuisines.
La bibliothèque, de 195 m2, inclut une salle de lecture sous un dôme. À la base de ce dôme est inscrite une phrase tirée du roman Gatsby le Magnifique : « He had come a long way to this blue lawn and his dream must have seemed so close he could hardly fail to grasp it. » (Il avait parcouru un long chemin jusqu'à cette pelouse bleue et son rêve devait lui sembler si proche qu'il pouvait difficilement ne pas le saisir). Le Codex Leicester, racheté par Bill Gates pour 30,8 millions de dollars, serait conservé dans la maison. La bibliothèque comprend également deux étagères pivotantes secrètes, et l'une d'elles cache un bar.
La sécurité de la propriété se fait à partir d'une salle de contrôle de 278 m2 comprenant les bureaux de sécurité (système de caméras de vidéosurveillance, détecteurs de mouvements et caméras infrarouges avec vision nocturne), la salle de gestion du courrier (avec un appareil à rayons X afin de détecter la présence de produits explosifs), un garage pour les employés et les appartements du concierge avec un jardin.

## Prix
- 1996 : National Honor Award par l'American Institute of Architects (AIA) pour la Guest House (sans nommer le nom de son propriétaire bien que cela ait été une évidence pour tous)[11],[5]
- 1997 : Honor Award for Design Excellence par l'AIA Pennsylvania[5]

### Pages liées
- Fondation Bill-et-Melinda-Gates
- Bill Gates
- Melinda Gates